# Nicola Belmonte
Nicola Belmonte (né le 15 avril 1987 à Cosenza, dans la province du même nom, en Calabre) est un footballeur italien, évoluant au poste de défenseur.

## Biographie
Nicola Belmonte fait ses armes dans les équipes de jeunes de l'AS Bari, participant au championnat d'Europe des -17 ans. Il est prêté à l'AS Melfi, en Serie C2, lors du mercato de la saison 2004-05. Il ne participe qu'à 8 matchs, le club termine 6e de son groupe.
Il participe aux championnats d'Europe des - 19 ans. Il retourne à l'AS Bari lors de la saison 2005-06 : lors de sa première saison professionnelle en Serie B, il joue 7 matchs et le club termine 13e. La saison suivante lui offre plus de possibilités de jouer : il participe à 20 rencontres et le club termine 14e. Sa troisième saison en tant que professionnel au club, 2007-08, est la plus aboutie : il joue 28 matchs, le club est 11e.
En juillet 2008, il passe en copropriété à l'AC Sienne en Serie A : malheureusement une grave blessure durant la préparation estivale le rend indisponible pendant de nombreux mois. Il ne fera ses débuts dans l'élite qu'à la dernière journée du championnat, le 31 mai 2009, lors du match contre la Reggina Calcio, en rentrant à la 77e minute à la place de Lorenzo Del Prete.
À l'été 2009, il retourne à l'AS Bari, frais vainqueur de la Serie B. Toujours gêné par sa blessure, il rate une bonne partie du début de saison, avant de saisir sa chance en janvier 2010. Il profite de la grosse blessure d'Andrea Ranocchia pour se faire une place sur le flanc droit de la défense. Offrant de belles performances, et étant donné l'absence de Ranocchia jusqu'en fin de saison, il gagne ses galons de titulaire et dispute 18 matchs, participant à faire de l'AS Bari, 10e, l'équipe surprise du championnat. Il est lié à l'AS Bari jusqu'en 2011.

## Carrière
- 2004-2005 : AS Bari 
  - 2005 : AS Melfi  (prêt)
- 2005-2008 : AS Bari
- 2008-2009 : AC Sienne
- 2009-2011 : AS Bari [1] (prêt)